# Bershka
Bershka este un retailer și parte a grupului spaniol Inditex din care fac parte și alte companii cunoscute pe plan mondial precum Zara, Massimo Dutti, Pull&Bear sau Stradivarius.
Compania a fost creată în aprilie 1998 ca un nou magazin destinat în special publicului tânăr. Acum are peste 1.000 de magazine în 71 de țări din toată lumea. Vânzările realizate de Bershka însumează aproximativ 10% din totalul veniturilor grupului Inditex.
Bershka operează și în mediul online în 32 de țări din America, Europa și Asia.

## Magazine
Numărul de magazine Bershka din fiecare țară sau regiune:
| Africa - Egipt: 6 - Maroc: 3 - Tunisia: 3 - Algeria: 2 | America - Mexic: 75 - Columbia: 13 - Venezuela: 9 - Republica Dominicană: 6 - Guatemala: 3 - Costa Rica: 2 - Ecuador: 2 - El Salvador: 2 - Honduras: 2 - Panama: 2 - Nicaragua: 1 - Statele Unite: 1 | Asia - China: 66 - Turcia: 35 - Arabia Saudită: 32 - Japonia: 25 - Israel: 17 - Emiratele Arabe Unite: 9 - Indonezia: 9 - Liban: 9 - Kazahstan: 6 - Hong Kong: 5 - Coreea de Sud: 5 - Filipine: 4 - Qatar: 4 - Taiwan: 3 - Kuweit: 3 - Singapore: 3 - Armenia: 2 - Georgia: 2 - Iordania: 2 - Malaysia: 2 - Bahrain: 1 - Macao: 1 - Oman: 1 - Thailanda: 1 | Europa - Spania: 201 - Rusia: 99 - Italia: 67 - Franța: 52 - Polonia: 50 - Portugalia: 48 - Grecia: 30 - România: 25 - Țările de Jos: 18 - Germania: 14 - Ucraina: 14 - Belgia: 13 - Croația: 9 - Ungaria: 9 - Bulgaria: 8 - Austria: 7 - Cipru: 7 - Irlanda: 6 - Elveția: 6 - Regatul Unit: 6 - Cehia: 5 - Slovacia: 5 - Serbia: 4 - Lituania: 4 - Slovenia: 4 - Azerbaidjan: 3 - Bosnia și Herțegovina: 3 - Letonia: 3 - Albania: 2 - Malta: 2 - Andorra: 1 - Belarus: 2 - Estonia: 1 - Kosovo: 1 - Macedonia de Nord: 1 - Muntenegru: 1 |

## Galerie

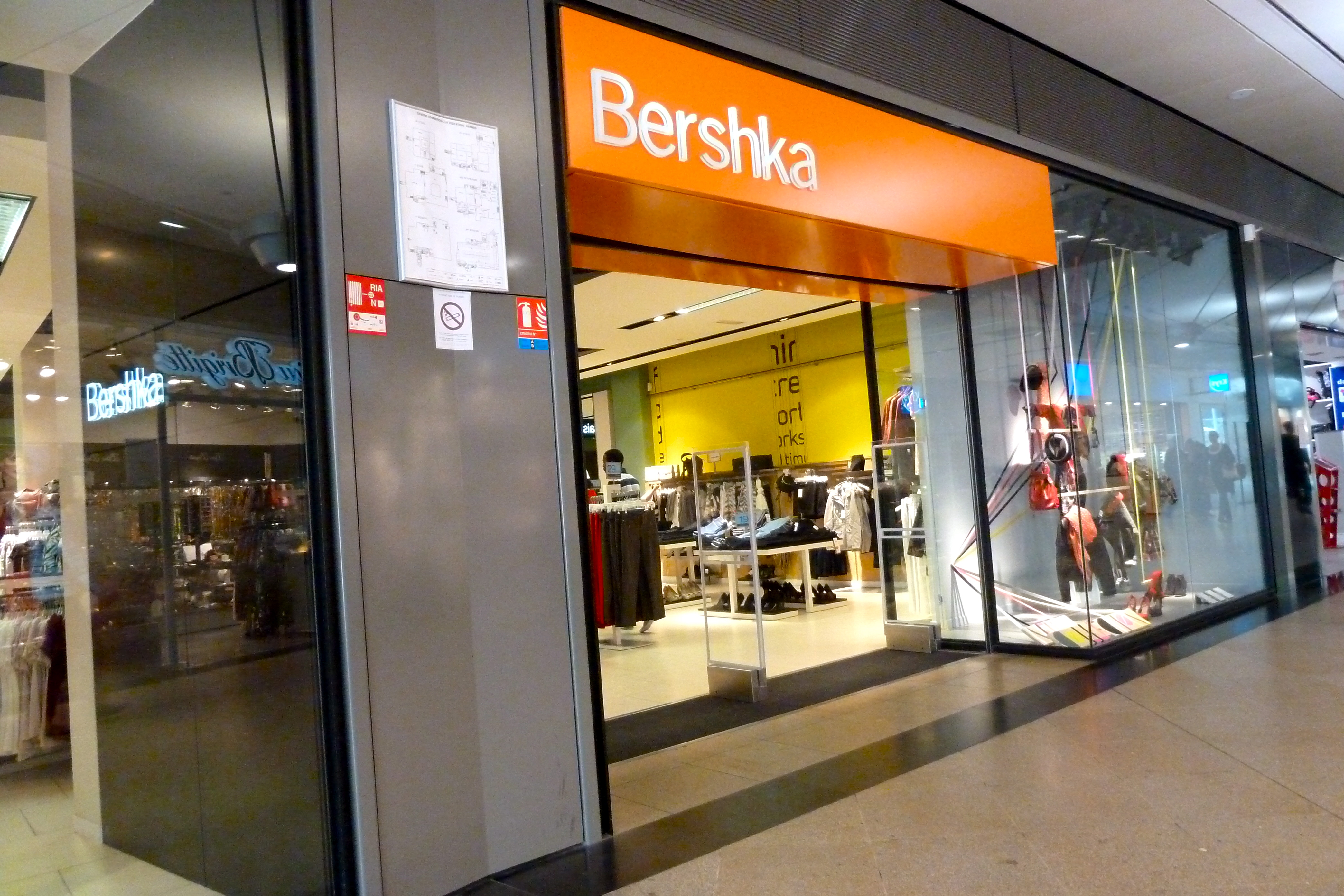
Magazin Bershka în Rennes, Franța
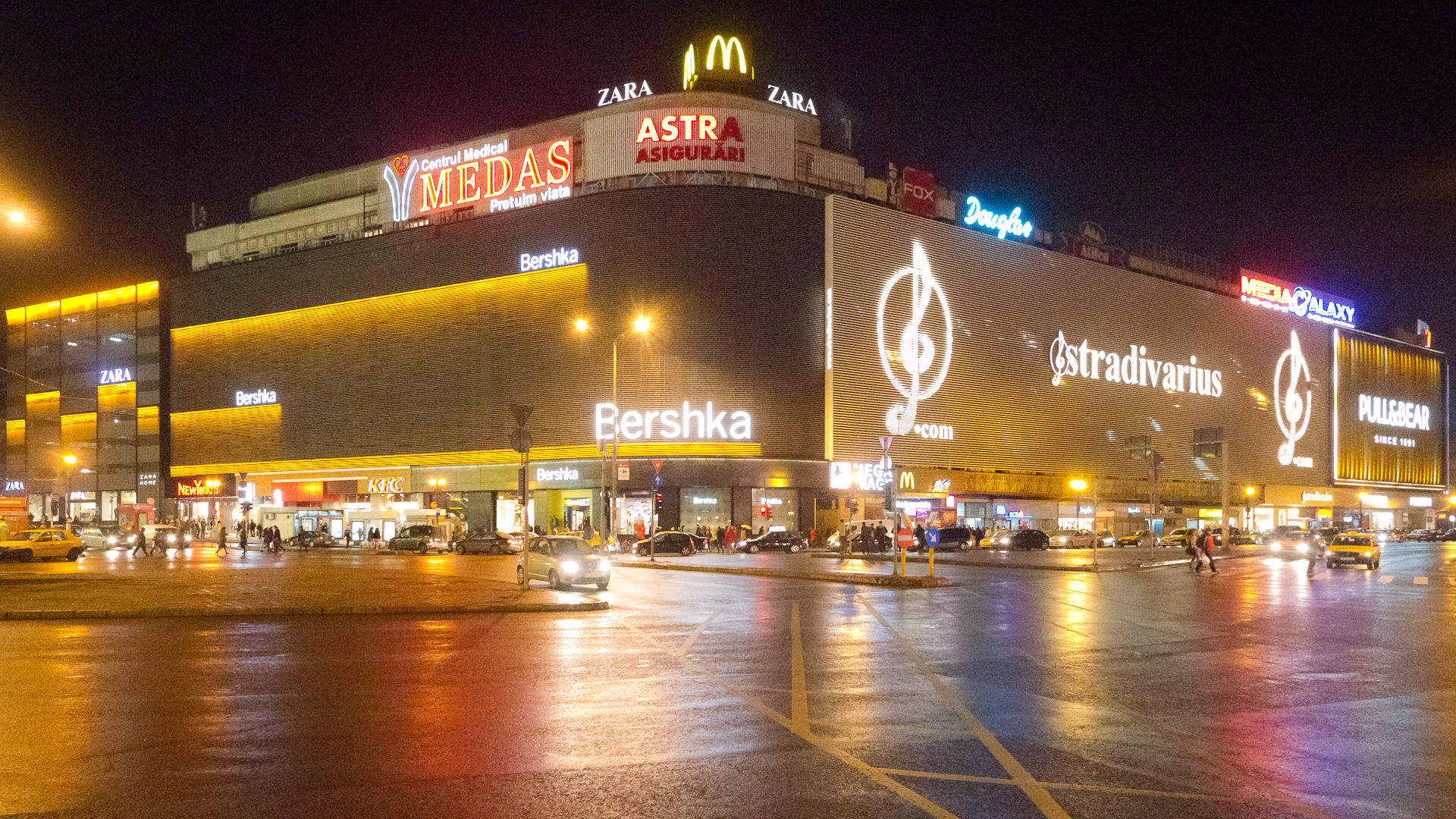
Unirea, Centru Comercial din București, România